# عزت العناني
الشيخ عزت العناني قارئ قرآن مصري ويعد أحد أعلام هذا المجال البارزين، من مواليد 29 ديسمبر 1938 بعزبة البرج، محافظة دمياط. حفظ القرآن الكريم كاملاً، في سن مبكر، وتعلم أحكامه وجوده، بدء تعليمه وهو صغير، والتحق بالأزهر، وتلقى تعليمه على عدد من علماء الأزهر، وتعلم أحكام التلاوة وفنونها، واهتم بتعلم علم القراءات، وأصبح بارعا في التلاوة.

## حياته
عزت يوسف العناني ولد فاقدا للبصر، وكانت ولادته في عزبة البرج محافظة دمياط، في التاسع والعشرين من شهر ديسمبر سنة 1938، أسرة متوسطة الحال، كان والده يود أن يكون له ولد من العلماء، فكان منه أن ألحقه بالأزهر. حفظ القرآن وجوده بالقراءات وقبل أن يتجاوز الخامسة عشر من العمر. عاد إلى بلاده، وذاع صيته في محافظات الدلتا، من خلال استماع الناس لقراءته في المحافل والمآتم ومجالس الذكر. التحق بالإذاعة المصرية، (إذاعة القرآن الكريم بالقاهرة) فقدم له أول امتحان فاجتازه بنجاح، ولظروف خاصة جدا حالت دون استمراه في الإذاعة.

### الإذاعة
لم يتمكن من التسجيلات الصوتية بالإذاعة المصرية. سافر إلى سوريا في عام 1960 م أثناء الوحدة بين مصر وسوريا، والتحق بالإذاعة السورية، حيث اعتمد قارئا في الإذاعة السورية، وهو لم يتجاوز الثانية والعشرين من العمر. وكان له تسجيلات صوتية بواسطة الإذاعة السورية، يذكر أنها أكثر تسجيلاته الباقية إلى الآن. سافر بعد ذلك إلى كل من الأردن ولبنان والعراق والكويت وإيران، وكان له تسجيلات ومقاطع فيديو في إذاعات هذه الدول. وبعد تنقله في هذه الدول اشتاق للعودة إلى وطنه، ولكنه سافر إلى المملكة العربية السعودية، والتقى بوزير الإعلام السعودي، وكانت له تسجيلات في إذاعة القرآن الكريم بالسعودية. بعد ذلك عاد الشيخ إلى مصر مرة أخرى ومازال يقيم بعزبة البرج حتى الآن وسط محبيه وأبنائه (محمد – يوسف – عمرو – إبراهيم – شريف)، واستقر به المقام فيها، حيث أقام مسجده الخاص المسمى: مسجد السلام، لتعليم صغار القرآء.

## وصلات خارجية
موقع الشيخ عزت العناني على إسلام ويب.
محمد صديق المنشاوي.